# イノベーション・マネジメント研究科
イノベーション・マネジメント研究科（ - けんきゅうか）とは、イノベーション・マネジメントに関して高度な開発研究と教育を行うことを目的とした大学院研究科のひとつ。

## 概要
専門職大学院として、法政大学経営大学院に設置されている。
東京工業大学（現東京科学大学）大学院は2016年4月に環境・社会理工学院博士課程イノベーション科学系に改組している。
東京理科大学では、専門職大学院の総合科学技術経営研究科を、2011年4月に「イノベーション研究科」に名称変更し、教育研究の目的をイノベーション創出と明確化しているが、2018年に経営学研究科と統合、技術経営専攻となる。
大阪工業大学ではイノベーション・マネジメントのプロセスである知的財産・特許に特化した専門職大学院として、知的財産専門職大学院を設置し、主に弁理士 (日本)の養成に注力している。
海外では、ノルウェーのアグデル大学やフィンランドのラッペーンランタ・ラハティ工科大学、オーストラリアのRMIT大学、イタリアのローマ・ラ・サピエンツァ大学などがある。イングランドのマンチェスター大学は、イノベーションマネジメントと起業家精神を設置している。